# Klenovik, Pernik
Klenovik (în bulgară Кленовик) este un sat în comuna Radomir, regiunea Pernik,  Bulgaria. 

## Demografie
Componența etnică a satului Klenovik
     Nicio identificare (29,23%)
     Bulgari (70,76%)
     Altele (0%)
La recensământul din 2011, populația satului Klenovik era de 236 locuitori. Din punct de vedere etnic, majoritatea locuitorilor (70,76%) erau bulgari. Pentru 29,23% din locuitori nu este cunoscută apartenența etnică.